# Chipipe
Chipipe es un barrio y lugar turístico perteneciente a la localidad de Salinas en Ecuador. Su nombre deriva de la palabra aborigen "Chepite", que es como se conocía al lugar en 1820.
El barrio tiene una playa, cuyas aguas son relativamente tranquilas, en comparación con las de Mar Bravo, aunque en la playa de San Lorenzo el mar es más manso aún. 
Durante la temporada en esta playa encontramos turistas de todo el Ecuador, principalmente de Guayaquil, así como comerciantes que venden desde granizados, barquillos y helados, hasta hamacas, lámparas y joyas artesanales. Tiene varios edificios residenciales, que la mayoría pasan inhabitados fuera de temporada. Se destacan: El Tiburón (el más alto de Salinas, con 24 pisos), El Velero Azul, La Ensenada, Olimpus, Cabo Azul, Mar de Plata entre otros.

## Límites
Sus límites son: al Este el barrio del Malecón o San Lorenzo; al Sur, la playa de Mar Bravo y la Base Aérea donde se encuentra el pequeño aeropuerto de la ciudad; y al oeste, un pequeño cerro (y tras este el mar) y la Base Naval, donde se encuentran las famosas rocas "La Chocolatera", concurrida por surfistas. Finalmente, al Norte tiene la playa de Chipipe.

## Equipamientos
El barrio cuenta con una Iglesia rodeada de un parque, y a un costado un pequeño comercio de artesanos que venden ropa de playa, joyas, artesanías varias, helados y hasta música y películas. Al frente de la Iglesia, nos encontramos con el Ayuntamiento de la ciudad. En las calles 2.ª y 3.ª (este-oeste) aún encontramos casas antiguas y terrenos vacíos. El aeropuerto no es de uso civil por pertenecer al ejército, aunque con autorización, avionetas privadas y otras naves pueden aterrizar.
Cuenta con varios comercios, entre ellos, restaurantes típicos de la costa y cadenas como KFC; tiendas y licorerías; y en la zona baja, regresando al sector de San Lorenzo, un mercado y las famosas cevicherías. La zona cuenta con infraestructura telefónica (serie 277, código de área 4) y de televisión por cable, locutorios y cibercafés. Para alojamiento, el Hotel Yulee o el Hotel Chipipe.

## Zona militar
Los tres repartos militares de la Puntilla de Salinas: Base Naval, Fuerte Militar y Base Aérea permiten el acceso a civiles para visitar las zonas turísticas de la chocolatera, la lobería y el mirador "El Morro".

## El puerto
El Salinas Yacht Club (SYC) está también ubicado en esta zona, y es el que divide las playas de Chipipe con la del Malecón San Lorenzo. Cuenta con un puerto para pequeñas embarcaciones deportivas, así como instalaciones de diversión como piscina, canchas deportivas, salones de eventos, restaurantes, bares y juegos infantiles.

## Festividades
En año nuevo la algarabía llena al barrio con los típicos año viejos, petardos y cohetes; miles de personas de todo el Ecuador se reúnen a celebrar la venida del nuevo año repletando las playas y calles así como en el resto de la ciudad. La gran fiesta del Salinas Yacht Club es para muchos, generalmente de clase alta, una tradición su asistencia, donde se estiman más de 3500 asistentes.
La vida nocturna en este barrio no es tan agitada como en otros barrios de Salinas, aunque han instalado un par de discotecas como Mykonos, una cuadra atrás del Malecón, aunque actualmente está cerrada.